# Viaduc de Rouzat
Le viaduc de Rouzat est un ouvrage d'art construit en 1869 par Eiffel sur la ligne de chemin de fer Commentry - Gannat pour lui permettre de traverser la Sioule entre les communes de Bègues et de Saint-Bonnet-de-Rochefort, dans l'Allier. Il est inscrit comme Monument historique.

## Situation
Le viaduc est situé sur la ligne de chemin de fer Commentry - Gannat, empruntée par la liaison Clermont-Ferrand - Montluçon via Gannat et la liaison Lyon - Bordeaux (aujourd'hui interrompue), à l'endroit où elle franchit la Sioule, à quelques kilomètres au nord-ouest de Gannat, dans le sud du département de l'Allier. Il traverse également la route départementale 37 (de Gannat à Lalizolle, par Saint-Bonnet-de-Rochefort), laquelle franchit la rivière en contrebas sur un pont de pierre.
Le viaduc tire son nom du lieu-dit habité Rouzat, qu'il surplombe ; ce lieu est situé au bord de la Sioule, de part et d'autre du pont routier, en rive droite dans la commune de Bègues et en rive gauche dans celle de Saint-Bonnet-de-Rochefort.

## Histoire
La Compagnie du Paris-Orléans, chargée de reprendre la réalisation de la partie ouest de la liaison Lyon - Bordeaux, projetée initialement par la Compagnie du chemin de fer du Grand Central, est le maître d'ouvrage de la construction du viaduc. Le concepteur en fut Wilhelm Nördling, ingénieur en chef de la Compagnie. La construction fut confiée à Eiffel et Cie, que Gustave Eiffel venait de créer en 1867 ; l'ingénieur qui suivit la construction était Théophile Seyrig, associé de Gustave Eiffel. Le viaduc de Rouzat et son voisin le viaduc de Neuvial sont les premiers viaducs ferroviaires construits par Eiffel et Cie, bien avant le Pont Maria Pia de Porto (Portugal) (1877) et le viaduc de Garabit achevé en 1884. Pour la première fois, Eiffel utilise la construction métallique pour un ouvrage de cette hauteur de 60 m et en particulier pour la réalisation des deux piles ; mais le viaduc de Grandfey, conçu par l'architecte Ferdinand Mathieu et construit par Schneider et Cie entre 1857 et 1862 à proximité de Fribourg, en Suisse, sur lequel Wilhelm Nördling a travaillé, le dépasse en hauteur avec ses 82 m.
Il a été inscrit monument historique par arrêté du 8 décembre 1965 en même temps qu'un autre viaduc de la ligne, celui de Neuvial. Avec les viaducs de la Bouble et du Belon inscrits en 2009, ce sont 4 viaducs de la ligne inscrits aux Monuments historiques.

## Description
La longueur totale du viaduc est de 180,60 m.
Le tablier métallique, d'une longueur de 130 mètres, est constitué d'une poutre droite à treillis de croix de saint André.
Le tablier repose sur deux piles métalliques. Chaque pile est composée de quatre colonnes cylindriques, reliées par des croix de Saint-André. Les piles métalliques reposent sur des massifs en maçonnerie, dont l'un est implanté dans le 
lit de la rivière tandis que l'autre est appuyé sur la rive droite.

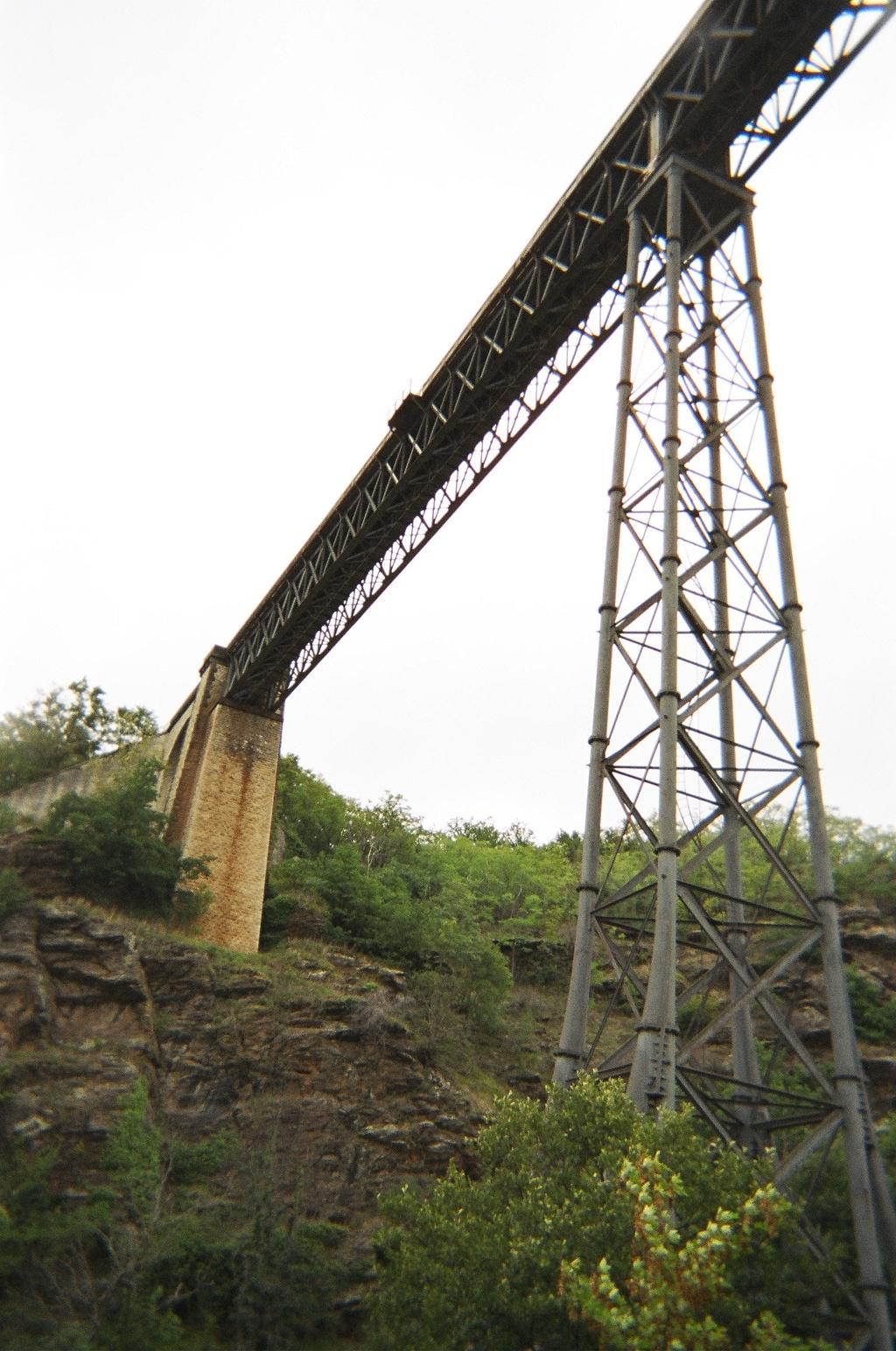
Travée et culée ouest.
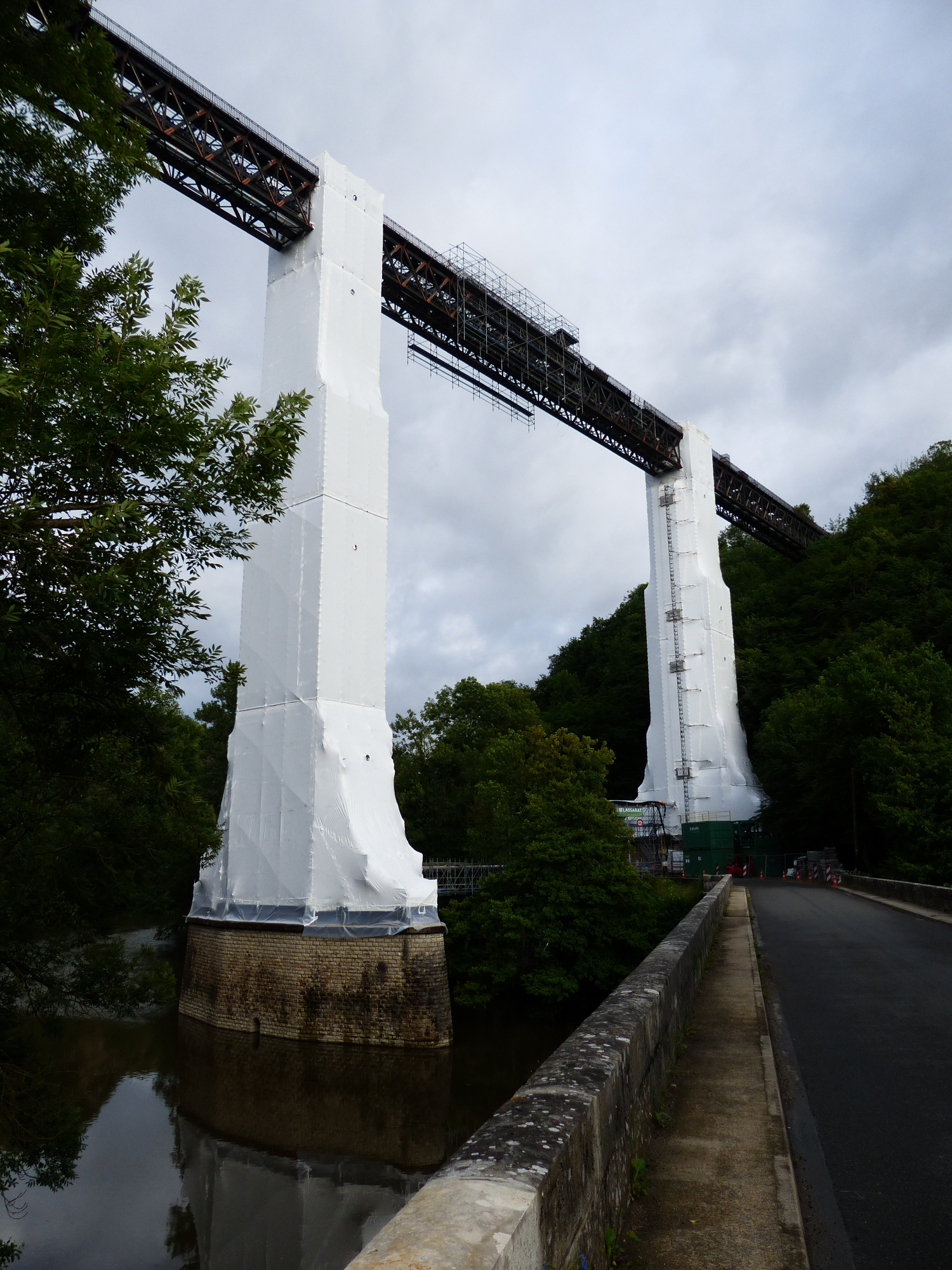
Travaux de maintenance en 2013.
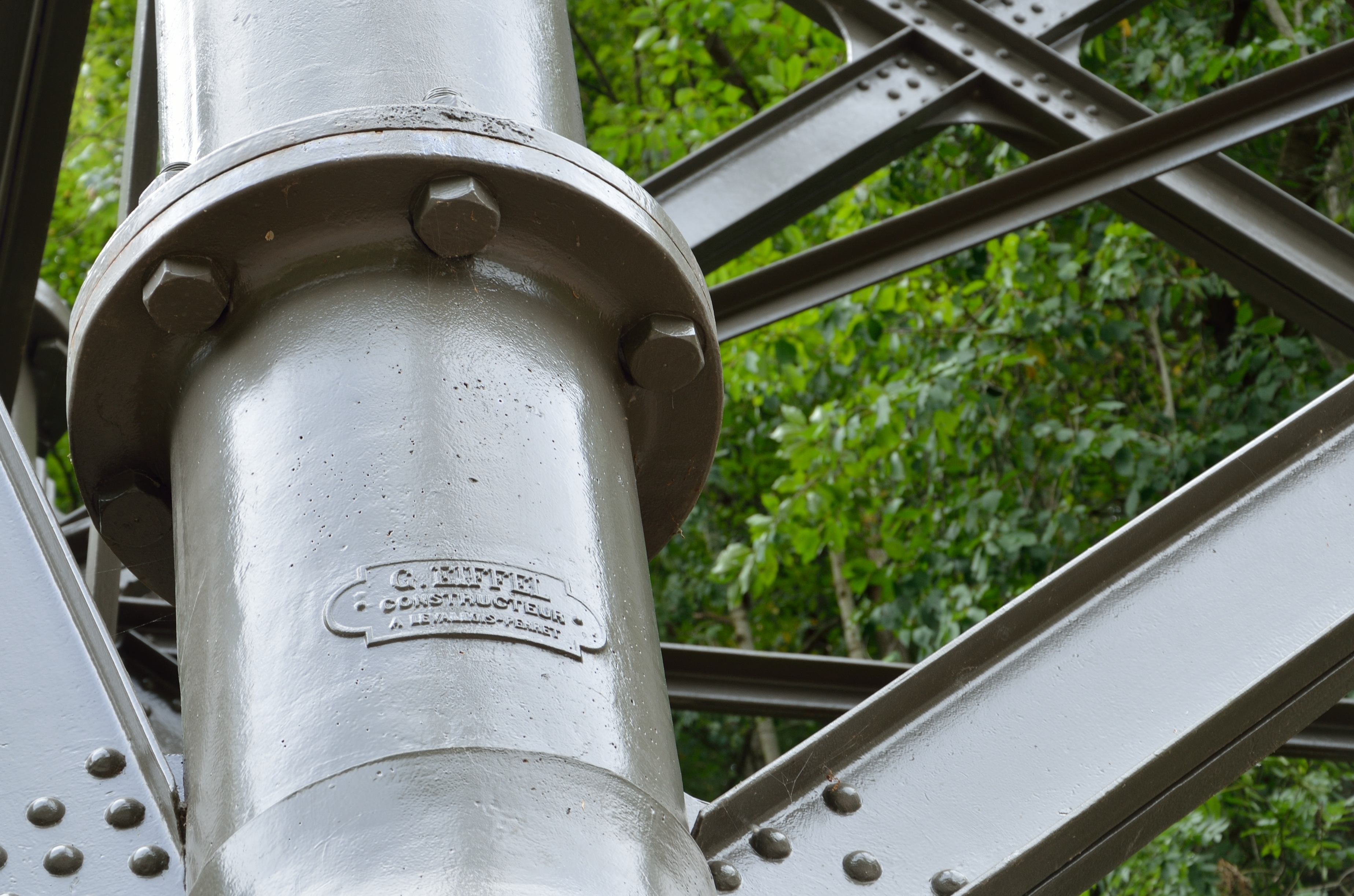
Plaque « G. Eiffel constructeur ».